# Мухаммед Кнут Бернстрём
Мухаммед Кнут Бернстрём (швед. Mohammed Knut Bernström; 1919—2009) — шведский дипломат, перешедший в ислам, переводчик Корана на шведский язык.

## Биография
Родился в Сальтшёбадене. В качестве дипломата работал в Испании, Франции, СССР, США, Бразилии, Колумбии, Венесуэле и Марокко. 1963—1969 был послом Швеции в Венесуэле, 1973—1976 — посол Швеции в Испании, 1976—1983 — посол в Марокко.
В 1983 году ушёл в отставку по собственному желанию и принял ислам. Долгое время жил в Марокко и занимался переводом Корана и хадисов на шведский язык. Перевод Корана, сделанный Мухаммедом Кнутом, был официально одобрен исламским университетом Аль-Азхар.